# Вила Кал Фрате (Пезаро и Урбино)
Вила Кал Фрате је насеље у Италији у округу Пезаро и Урбино, региону Марке.
Према процени из 2011. у насељу је живело 24 становника. Насеље се налази на надморској висини од 216 м.